# لاک‌پشت‌ها هم پرواز می‌کنند (آلبوم)
 لاکپشت‌ها هم‌پرواز می‌کنند نام یک آلبوم موسیقی اثر حسین علیزاده، هنرمند ایرانی است که در سبک موسیقی فیلم تهیه شده و دارای ۱۳ آهنگ است.

## فهرست آهنگ‌ها
| ردیف | آهنگ      |
| ۱    | آگرین     |
| ۲    | قصه       |
| ۳    | گهواره    |
| ۴    | زمان      |
| ۵    | خیال      |
| ۶    | افق       |
| ۷    | قصه       |
| ۸    | لالایی    |
| ۹    | کابوس جنگ |
| ۱۰   | ندا       |
| ۱۱   | صلح       |
| ۱۲   | گهواره    |